# Bactromyia mammillata
Bactromyia mammillata är en tvåvingeart som beskrevs av Dear och Crosskey 1982. Bactromyia mammillata ingår i släktet Bactromyia och familjen parasitflugor.
Artens utbredningsområde är Filippinerna. Inga underarter finns listade i Catalogue of Life.